# Ilario Alibrandi
Ilario Alibrandi (geboren am 8. Februar 1823 in Rom; gestorben am 27. Januar 1894 ebenda) war ein italienischer Rechtshistoriker.

Alibrandi besuchte das Collegio Romano und erlangte 1841 die Laurea in Philosophie, 1842 den Grad eines baccelliere in Jurisprudenz. 1845 erhielt er die Laurea ad honorem. Im Jahr 1849 wurde er Mitarbeiter von Giovanni Villani, bei dem er zuvor studiert hatte. Von 1850 bis 1871 war er Professor für Pandekten an der Universität Rom. Mit dem Ende des Risorgimento durch die militärische Einnahme des Kirchenstaats im Jahr 1870 gab er diese Stellung nach einem Besuch bei Vittorio Emanuele II aus Solidarität mit dem Papst auf. Stattdessen lehrte er von 1878 bis zu seinem Tod an der neugegründeten  Accademia pontificia di conferenze storico-giuridiche. Im Jahr 1883 wurde er zum Konsistorialanwalt, 1888 zum Protokollanten des Staatssekretariats im Vatikan ernannt. Zum Zeitpunkt seines Todes war er seit mehr als zwanzig Jahren Schatzmeister der Pontificia Accademia Romana di Archeologia, zu deren Mitglied er 1857 gewählt worden war.
Ilario Alibrandi gilt als Vorreiter einer modernen wissenschaftlichen Auseinandersetzung mit dem Römischen Recht, die sich gegen die vor allem in Deutschland verbreitete dogmatische Ausrichtung der historischen Rechtsschule wandte. Zu seinen Verdiensten zählt die Entwicklung grundlegender Kriterien, die es ermöglichten, innerhalb des überlieferten Corpus iuris die auf Justinian zurückzuführenden Anteile zu identifizieren. Er beschränkte sich bei der Untersuchung nicht allein auf die Texte des Corpus iuris, wie es unter Rechtshistorikern Italiens damals üblich war. Vielmehr zog er, durch seine umfassende historische und philologische Bildung befähigt, auch epigraphische, literarische und nicht zuletzt byzantinische Rechtsquellen für seine Forschungen heran. Bereits 1860 zeugte seine Abhandlung Dell’uso dei monumenti epigrafici per l’interpretazione delle leggi romane („Über die Verwendung epigraphischer Denkmäler zur Auslegung römischer Gesetze“) von dieser methodischen Ausrichtung. Mit Schriften wie De bonorum possessionibus („Vom Besitz von Gütern“, 1869), Del concorso delle azioni („Über die Konkurrenz der actiones“, 1870) und Teoria del possesso secondo il diritto romano („Theorie des Besitzes nach römischem Recht“, 1871) eröffnete er der Forschung neue Themen oder neue Lösungen für viel diskutierte Probleme. 
Die Accademia di conferenze storicho-giuridicho brachte 1896 eine Sammlung von 22 Aufsätzen unter dem Titel „Opere giuridiche e storiche del Prof Ilario Alibrandi“ heraus.

## Mitgliedschaften
- Accademia dell’Arcadia (1857)
- Pontificia Accademia Romana di Archeologia (1857)
- Pontificia Accademia di Religione Cattolica (1869)
- Academie de Législation in Toulouse (1870)
- Istituto di diritto romano (Ehrenmitglied 1888)

## Veröffentlichungen (Auswahl)
- Accademia di conferenze storicho-giuridicho (Hrsg.): Opere giuridiche et storiche del prof. Ilario Alibrandi (= Biblioteca dell’Accademia storico-giuridica. Band 20). Band 1. Rom 1896.